# Aláquez
Aláquez, alternative Schreibweisen: Alaquez und Alaques, auch als San Antonio de Aláquez bekannt, ist eine Ortschaft und eine Parroquia rural („ländliches Kirchspiel“) im Kanton Latacunga der ecuadorianischen Provinz Cotopaxi. Die Parroquia besitzt eine Fläche von 147,6 km². Die Einwohnerzahl lag im Jahr 2010 bei 5481.

## Lage
Die Parroquia Aláquez liegt im Andenhochtal von Zentral-Ecuador nordöstlich der Provinzhauptstadt Latacunga. Das Verwaltungsgebiet erstreckt sich vom Río Cutuchi im Westen bis zum Hauptkamm der Cordillera Real im Osten. Die Längsausdehnung in Ost-West-Richtung beträgt knapp 27 km, die maximale Breite in Nord-Süd-Richtung 7,4 km. 17 km weiter nördlich erhebt sich der Vulkan Cotopaxi. Der 2948 m hoch gelegene Hauptort befindet sich 8 km nordnordöstlich der Provinzhauptstadt Latacunga.
Die Parroquia Aláquez grenzt im Osten an die Provinz Napo mit der Parroquia Pano (Kanton Tena), im Süden an die Parroquias urbanas Juan Montalvo und San Buenaventura (beide im Municipio von Latacunga), im Westen an die Parroquia Guaytacama, im Nordwesten an die Parroquia Joseguango Bajo sowie im Norden an die Parroquia Mulaló.

## Orte und Siedlungen
Die Parroquia Aláquez besteht aus 30 Barrios und 2 Comunidades. Im Folgenden die Barrios:
- Aláquez Centro
- Colaya Achupallas
- Pilatan Oriente
- Colaya Jurídico
- Colaya – Pamba
- Cuchitingue
- Crusillí
- Chaguana
- Chillos
- Chitan Aláquez
- Santa Elena de Cuchitingue
- El Banco San Isidro Alto
- El Calvario
- El Tejar
- Isimbo
- Jerusalén – Pumahua
- Laigua de Bellavista
- Laigua de Maldonado
- Laigua de Vargas
- Langualó Chico
- Pillig
- San Antonio
- San Marcos Oriente
- San Isidro